# Baldwin Glacier
Baldwin Glacier är en glaciär i Antarktis. Den ligger i Östantarktis. Nya Zeeland gör anspråk på området. Baldwin Glacier ligger 2 921 meter över havet.
Terrängen runt Baldwin Glacier är varierad. Trakten är obefolkad. Det finns inga samhällen i närheten.